# Liste der Monuments historiques in Mareuil-sur-Ourcq
Die Liste der Monuments historiques in Mareuil-sur-Ourcq führt die Monuments historiques in der französischen Gemeinde Mareuil-sur-Ourcq auf.

## Liste der Bauwerke
| Bezeichnung      | Beschreibung | Standort | Kennzeichnung | Schutzstatus | Datum | Bild           |
| ---------------- | ------------ | -------- | ------------- | ------------ | ----- | -------------- |
| Kirche St-Martin |              | (Lage)   | PA00114739    | Classé       | 1922  | weitere Bilder |

## Liste der Objekte
| Bezeichnung                                             | Beschreibung                                                | Standort                       | Kennzeichnung | Schutzstatus | Datum | Bild |
| ------------------------------------------------------- | ----------------------------------------------------------- | ------------------------------ | ------------- | ------------ | ----- | ---- |
| Zwei Skulpturen: Heilige Margaretha und heiliger Martin | Holz, polychrom gefasst, zweite Hälfte des 18. Jahrhunderts | in der Kirche St-Martin (Lage) | PM60005395    | Inscrit      | 2019  |      |
| Wandvertäfelung im Chor                                 | Holz, zweite Hälfte des 18. Jahrhunderts                    | in der Kirche St-Martin (Lage) | PM60005394    | Inscrit      | 2019  |      |